# Internal transcribed spacer
Internal transcribed spacer (ITS, pojem nemá běžně používaný český ekvivalent) je spacer DNA  umístěný mezi geny pro malou podjednotku ribozomální RNA (rRNA) a geny pro velkou podjednotku rRNA v chromozomu nebo v odpovídající transkribované oblasti v transkriptu polycistronického prekurzoru rRNA.

## Přítomnost v organismech
V bakteriích a archeích se nachází pouze jeden region ITS umístěný mezi geny pro 16S a 23S rRNA. Naopak u eukaryot se nachází dva ITS: ITS1 umístěný mezi 18S a 5.8S rRNA geny, zatímco ITS2 mezi 5.8S a 28S rRNA geny (u opisthokont, nebo 25S u rostlin). ITS1 pak odpovídá ITS bakterií a archeí, přičemž ITS2 vznikl z insertu, který přerušil ancestrální 23S rRNA gen.  

## Organizace

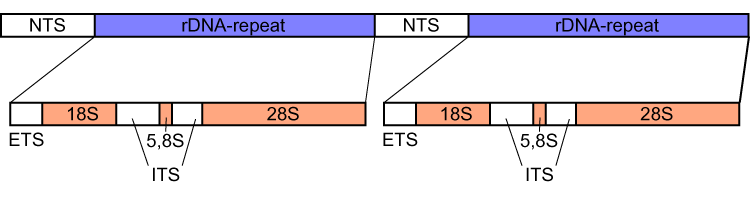
Organizace tandemových repetic eukaryotické jaderné ribozomální DNA

U bakterií a archeí se ITS stejně jako přilehlé geny 16S a 23S vyskytuje v jedné až několika kopiích. Pokud je přítomno více kopií, nenavazují na sebe, ale naopak jsou umístěny na navzájem vzdálených pozicích v kruhovém chromozomu. Uvnitř ITS bakterií se často nachází i tRNA geny.  
V eukaryotech geny kódující ribozomální RNA společně se spacery tvoří tandemové repetice o délce až tisíců kopií, přičemž každý je oddělen úseky nepřepisované DNA označované jako mezigenový spacer (intergenic spacer, IGS) či nepřepisovaný spacer (non-transcribed spacer, NTS).
Všechny eukaryotické ribozomální klastry obsahují vnější přepisovaný spacer (external transcribed spacer, 5' ETS), gen pro 18S rRNA, ITS1, gen pro 5.8S rRNA gen, ITS2, gen pro 26S nebo 28S rRNA a nakonec 3' ETS.
Při zrání rRNA jsou ETS a ITS úseky vystřiženy a jako vedlejší produkty bez funkce rychle degradují. 

## Použití ve fylogenetice
Porovnání sekvencí eukaryotického i prokaryotického ITS je široce rozšířenou metodu v taxonomii a molekulární fylogenetice díky několika příznivým vlastnostem: 
- Díky malé velikosti a dostupnosti vysoce konzervovaných přilehlých sekvencí jej lze rutinně amplifikovat.
- Je snadno detekovatelný i z malého množství DNA díky vysokému počtu kopií rRNA klastrů.
- Prochází jevem zvaným concerted evolution díky nepravidelnému crossing-overu a genové konverzi. To způsobuje vnitrogenomovou homogenitu opakovaných jednotek, ačkoli metody masivního paralelního sekvenování odhalily přítomnost častých variací v rámci jednotlivých rostlinných druhů.[9]
- Je vysoce variabilní i mezi blízce příbuznými druhy, což lze vysvětlit relativně nízkým evolučním tlakem působícím na nekódující spacer sekvence.

ITS markery se ukázaly jako velmi užitečné pro objasnění fylogenetických vztahů např. u následujících taxonů
| Taxonomická skupina                            | Taxonomická úroveň          | Rok  | Autoři s odkazy      |
| ---------------------------------------------- | --------------------------- | ---- | -------------------- |
| Hvězdnicovité                                  | Druh (v rámci jednoho rodu) | 1992 | Baldwin et al.       |
| Santálovité: Arceuthobium                      | Druh (v rámci jednoho rodu) | 1994 | Nickrent et al.      |
| Lipnicovité: kukuřice                          | Druh (v rámci jednoho rodu) | 1996 | Buckler & Holtsford  |
| Bobovité: tolice                               | Druh (v rámci jednoho rodu) | 1998 | Bena et al.          |
| Vstavačovité: tribus Diseae                    | Rody (v rámci tribů)        | 1999 | Douzery et al.       |
| Vážky: stejnokřídlice rodu Calopteryx          | Druh (v rámci jednoho rodu) | 2001 | Weekers et al.       |
| Kvasinky                                       | Rody                        | 2001 | Chen et al.          |
| Lipnicovité: tribus Saccharinae                | Rody (v rámci tribů)        | 2002 | Hodkinson et al.     |
| Jitrocelovité: jitrocel                        | Druh (v rámci jednoho rodu) | 2002 | Rønsted et al.       |
| Játrovky třídy Jungermanniopsida: Herbertus    | Druh (v rámci jednoho rodu) | 2004 | Feldberg et al.      |
| Borovicovoté: jedlovec                         | Druh (v rámci jednoho rodu) | 2008 | Havill et al.        |
| Čeleď mandelinkovití: rod Altica               | Rod                         | 2009 | Ruhl et al.          |
| Obrněnky rodu Symbiodinium                     | Druh                        | 2009 | Stat et al.          |
| Brukovovité                                    | Triby (v rámci čeledi)      | 2010 | Warwick et al.       |
| Vřesovcovité: vřesovec                         | Druh (v rámci jednoho rodu) | 2011 | Pirie et al.         |
| Dvoukřídlí: rod Bactrocera                     | Druh (v rámci jednoho rodu) | 2014 | Boykin et al.        |
| Krtičníkovité: krtičník                        | Druh (v rámci jednoho rodu) | 2014 | Scheunert & Heubl    |
| Sinice čeledi Oculatellaceae: rod Oculatella   | Druh (v rámci jednoho rodu) | 2014 | Osorio-Santos et al. |
| Rdestovité: rdest                              | Druh (v rámci jednoho rodu) | 2016 | Yang et al.          |
| Sinice čeledi Scytonemataceae: rod Brasilonema | Druh (v rámci jednoho rodu) | 2024 | Bohunická et al.     |

ITS2 je více konzervovaný než ITS1. Všechny sekvence ITS2 sdílejí společnou jádrovou sekundární strukturu, zatímco struktury ITS1 jsou konzervované v rámci mnohem menších taxonomických jednotek.  Vyšší rozlišení a robustnost lze docílit pomocí porovnání navázaného na sekundární struktury, nehledě na míru konzervovanosti.  ITS region hraje významnou roli v moderní systematice prokaryot, zejména sinic. Porovnání sekundárních struktur několika z jeho semi-konzervovaných domén  umožňují přesnější sestavení DNA alignmentu. Sekvence a podoba těchto struktur může sama sloužit jako kvazi-morfologický znak odlišující kryptické druhy často přítomné mezi sinicemi. Společně s 16S rDNA jsou pak základními genetickými markery pro fylogenetické a systematické studie.

### Mykologický barkóding
V rámci molekulární ekologie hub je ITS nejčastěji sekvenovaný úsek DNA  a byl doporučen jako jejich univerzální barkódová sekvence.  Typicky je používaný v molekulární systematice na úrovni rodu, ale i uvnitř druhů (např. pro identifikaci geografických ras). Díky jeho vyšší míře variability, než mají jiné regiony rDNA (např. malá a velká rRNA podjednotka), lze u ITS i IGS pozorovat variabilitu mezi jednotlivými rDNA kopiemi. Kromě univerzálních primerů ITS1+ITS4  používané mnohými laboratořemi, bylo popsáno několik druhově specifických primerů, které umožňují selektivní amplifikaci houbových sekvencí. Navzdory tomu, že metody tzv. "shotgun" sekvenování jsou stále více využívány v mikrobiálním sekvenování, malá vstupní biomasa hub v klinických vzorcích činí z amplifikace oblasti ITS oblast pokračujícího výzkumu.  